# Chacrinha
(Chacrinha)
José Abelardo Barbosa de Medeiros, noto come Chacrinha (Surubim, 30 settembre 1917 – Rio de Janeiro, 30 giugno 1988), è stato uno showman, conduttore radiofonico e attore brasiliano, che ideò una particolare figura di valletta: la chacrete, che può essere considerata una antenata delle italiane veline.
Nei suoi programmi furono lanciati molti cantanti come Roberto Carlos, Nelson Ned, Guilherme Arantes, Fábio Jr., Raul Seixas; ma non solo brasiliani (anche un giovanissimo Luis Miguel). Chacrinha venne chiamato anche "Velho Guerreiro" (Vecchio Guerriero) a partire da una citazione fatta da Gilberto Gil nella canzone Aquele Abraço. Il suo "Alò Alò Terezinha", un nonsense da lui spesso scandito, è rimasto celebre.

## Biografia

### Origini ed esordio artistico
Nato a Surubim il 30 settembre 1917, a 10 anni si trasferì con la famiglia a Campina Grande, nello Stato di Paraíba.
A 17 anni si stabilì a Recife per motivi di studio e a 19 si iscrisse alla Facoltà di Medicina.  In quest'epoca ebbe i primi contatti radiofonici con Rádio Clube de Pernambuco.
Discreto percussionista, nel 1939, a causa della seconda guerra mondiale, fu chiamato a Rio de Janeiro a lavorare come speaker a Rádio Tupi. Nel 1943, lanciò un programma di musiche carnevalesche chiamato Rei Momo na Chacrinha, a Rádio Fluminense; è da qui che cominciò ad essere chiamato Abelardo "Chacrinha" Barbosa.

### Il successo
Nel 1956 lanciò il programma Rancho Alegre alla TV Tupi. Successivamente lavorò anche per TV Rio e nel 1970 arrivò il saltò di qualità con il contratto per la Rede Globo. Nel 1978 passò alla TV Bandeirantes per ritornare alla Globo nel 1982 con il suo programma divenuto cult, il Cassino do Chacrinha, al sabato pomeriggio.
Un importante elemento di successo degli show di Chacrinha erano le Chacretes, ballerine e figuranti, che facevano coreografie fintamente ingenue alle musiche delle serate. Queste ragazze ricevevano da Chacrinha nomi esotici o di fantasia destinati a restare nell'immaginario del pubblico, e ancora oggi vengono ricordate Rita Cadillac (la più conosciuta), Índia Amazonense, Fátima Boa Viagem, Suely Pingo de Ouro, Fernanda Terremoto, Cristina Azul, Gracinha Copacabana, Gracinha Portelao, Chininha, Glaucia Sued, Regina Polivalente.

### Il Carnevale
Ogni anno, nel suo programma, Chacrinha lanciava una musica carnevalesca in onore di questa grande festa. Egli fu chiamato nel 1987 dalla Scuola di samba Imperio Serrano ad interpretare la canzone carnevalesca Com a boca no mundo - Quem não se comunica se trumbica (Con la bocca nel mondo - Chi non comunica si "ingrifa"). Nello stesso anno ricevette la laurea honoris causa dall'Università Federale di Rio de Janeiro.

### Morte
Nei primi mesi del 1988 registrò le ultime puntate del suo programma Cassino do Chacrinha e fu poi sostituito, per problemi di salute, da Paulo Silvinho. Morì di infarto al miocardio e insufficienza respiratoria a causa di un cancro ai polmoni il 30 giugno dello stesso anno.

## Vita privata
Dal suo matrimonio con Florinda nacquero due figli gemelli: Josè Renato, paraplegico dal 1971 per un incidente e morto nel 2014, e Leleco. José Renato per un periodo fu sposato con la cantante Wanderléa. Leleco collaborò col padre in alcuni eventi collaterali dei suoi show.

## Nella cultura di massa
- L'attore Otavio Augusto ha impersonato lo showman nel film e nella miniserie televisiva intitolati Hebe: A Estrela do Brasil, incentrati entrambi sulla figura di Hebe Camargo.